# Mellicta rhaetica
Mellicta rhaetica är en fjärilsart som beskrevs av Frey 1880. Mellicta rhaetica ingår i släktet Mellicta och familjen praktfjärilar. Inga underarter finns listade i Catalogue of Life.